# Музей-усадьба Василя Быкова
Музей-усадьба Василя Быкова — музей народного писателя Беларуси Василия Быкова, расположенный в деревне Бычки Ушачского района Витебской области. Является филиалом Ушачского музея Народной Славы имени В. Е. Лобанка. В состав музея входят отстроенный дом, сарай, сеновал, забор.

## История

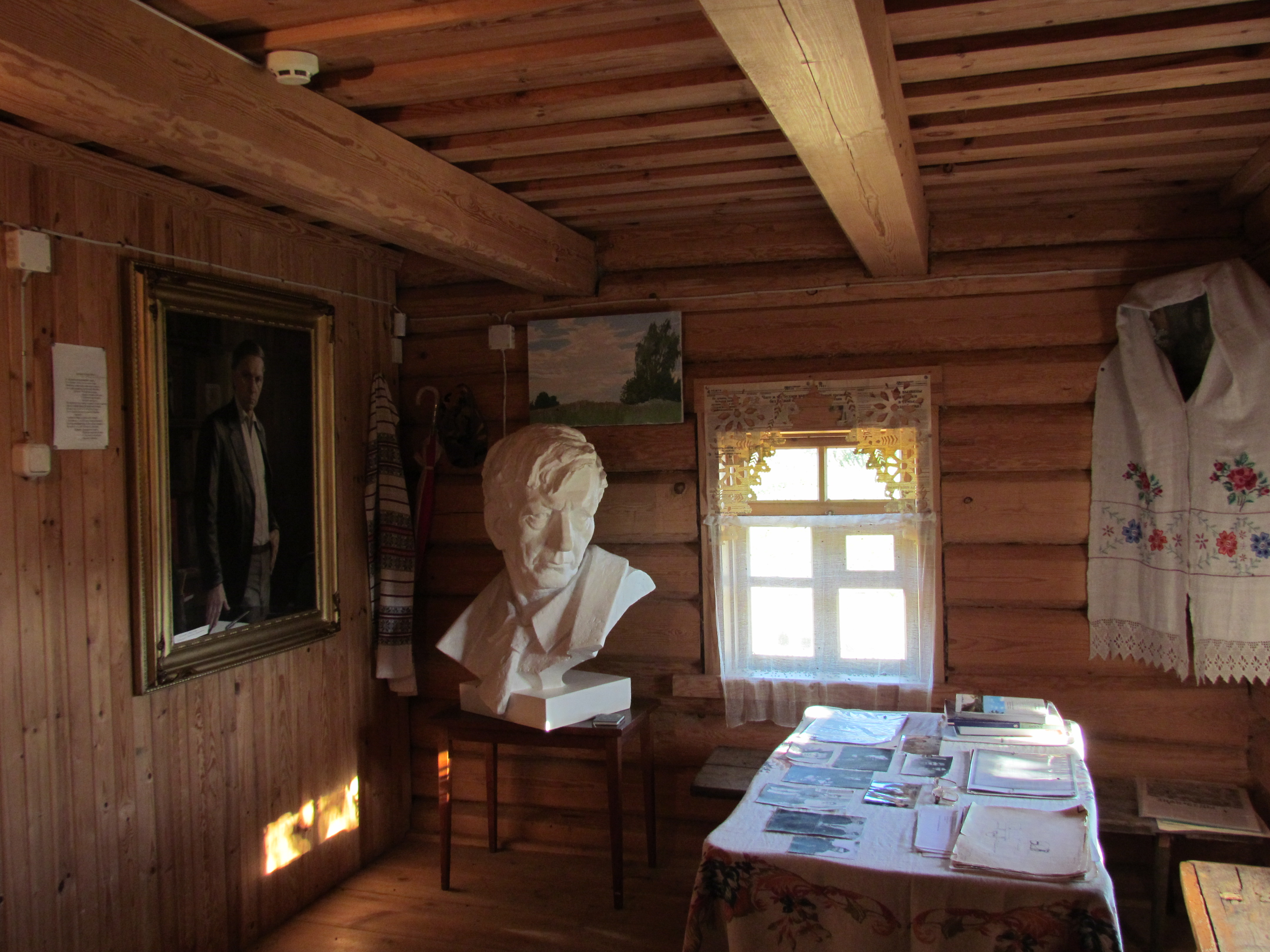
Интерьер дома.

Музей создан на основании решения Ушачского районного Совета депутатов от 19 февраля 2004 года и распоряжения Витебского облисполкома от 1 марта 2004 года. На создание музея власти потратили 80 млн рублей.
Бывший дом, в котором писатель жил до 1940 года, построил Владимир Хведарович Быков. Он пустовал с 1976 года и был разобран в 2003 году по причине старости, а на его месте возведена точная копия.
На торжественном открытии усадьбы 18 июня 2004 года председатель Ушачского райисполкома К. Почепка отметил, что они пытались строить так, как когда-то это делал отец писателя.
На территории усадьбы есть дом, где прошло детство Василия Быкова, амбар, гумно. Вокруг дома растут деревья, посаженные отцом писателя.
В доме, состоящем из трех комнат (гостиной, кухни и сени) общей площадью 49 м², размещена этнографо-бытовая экспозиция, где экспонируются предметы быта (или их аналоги), которыми пользовалась семья Быковых. Есть также книги с автографами поэтов и писателей Беларуси, России, Украины и других стран. Среди экспонатов — копии рисунков Василия Быкова, лента почетного жителя Ушачского района, личные вещи писателя.
Выставка носит мемориальный характер, что определило её специфику: на основе типологических объектов воссоздан прижизненный интерьер и среда, в которой рос писатель. При создании мемориальной экспозиции музея исторический период, связанный с годами рождения и юности Василия Быкова, был принят за оптимальную дату, на которую были проведены основные реставрационные и реконструкционные работы, реставрация интерьеров.
В основной экспозиции музея историко-биографическая часть выделена в сжатом виде, построенном по тематико-хронологическому принципу. Здесь размещаются документы, фотодокументы, автобиографические материалы, литературные публикации.